# Пабло Ечаррі
Пабло Даніель Ечаррі (ісп. Pablo Daniel Echarri; нар. 21 вересня 1969, Авельянеда, Буенос-Айрес) — аргентинський актор театру, кіно та телебачення, продюсер.

## Життєпис
Народився 21 вересня 1969 року в місті Авельянеда, провінція Буенос-Айрес. Вивчав акторську майстерність у театральній студії Літо Круса. Кар'єру на телебаченні розпочав 1993 року з ролі у серіалі «Тільки для двох». Першою роботою в кіно став трилер «Відхилення» 1998 року.
2006 року спільно з Паолою Крум та Вівіаною Сакконе зіграв у серіалі «Монте-Крісто. Любов та помста», який зазнав міжнародного успіху та приніс йому премію Мартін Ф'єрро за найкращу чоловічу роль у серіалі. Того ж року номінувався на премію Гойя у категорії найкращий новий актор за роль в аргентинсько-іспанському фільмі «Метод Гренхольма».
2011 року дебютував як продюсер з серіалом «Обраний», за головну роль в якому знову отримав премію Мартін Ф'єрро. 2010 року виконав роль національного героя Аргентини генерала Хосе де Сан-Мартіна в історичному фільмі «Бельграно». 2016 року знову втілив цей образ у фільмі «Зустріч у Гуаякілі», за що був удостоєний премії Золота Ігуана найкращому актору на Кінофестивалі у Гуаякілі.

## Особисте життя
У 1993—1998 роках перебував у стосунках із акторкою Наталією Орейро.
З 2000-го року у стосунках з аргентинською акторкою Ненсі Дуплаа, з якою одружився 7 лютого 2007 року. У пари двоє дітей — дочка Морена (нар. 23 серпня 2003) та син Хуліан (нар. 8 квітня 2010).

## Фільмографія
| Рік       |    | Українська назва              | Оригінальна назва                  | Роль                                 |
| --------- | -- | ----------------------------- | ---------------------------------- | ------------------------------------ |
| 1993      | с  | Тільки для двох               | Solo para parejas                  | Маркос                               |
| 1993—1994 | с  | Висока комедія                | Alta comedia                       | Мартін                               |
| 1994      | с  | Непокірне серце               | Inconquinstable corazon            | Чарлі                                |
| 1995—1996 | с  | Маленькі жінки назавжди       | Por siempre mujercitas             | Гастон Уркіхо                        |
| 1997      | с  | Моя, тільки моя               | Mia, solo mia                      | Хуан Пабло Саморано                  |
| 1997      | с  | Дітвора                       | Chiquititas                        | Сальвадор                            |
| 1997      | с  | Знак                          | El signo                           | Ніколас                              |
| 1998      | ф  | Відхилення                    | El drsvio                          | Мауро                                |
| 1999      | ф  | Душа моя                      | Alma mia                           | Леонардо                             |
| 1999      | ф  | Герої та демони               | Héroes y demonies                  | Габріель                             |
| 2000      | ф  | Самотні люди                  | Solo gente                         | Ігнасіо                              |
| 2000      | ф  | Палені гроші                  | Plata quemada                      | Осеар                                |
| 2000—2001 | с  | Вічні пошуки                  | Los buscas de siempre              | Мартін Хіменес Альсага               |
| 2002      | ф  | Пристрасно закохані           | Apasionados                        | Ніко                                 |
| 2002      | ф  | Ти не маєш бути тут           | No debes estar aqui                | Гонсало                              |
| 2003      | ф  | Сьомий архангел               | El séptimo arcángel                | Лусіано                              |
| 2003      | с  | Навіки Джулія                 | Resistiré                          | Дієго Морено                         |
| 2004      | ф  | Небезпечна одержимість        | Peligrosa obsesión                 | Хав'єр Лабат                         |
| 2005      | ф  | Метод Гренхольма              | El método                          | Рікардо                              |
| 2006      | с  | Монте-Крісто. Любов та помста | Montecristo. Un Amor, Una Venganza | Сантьяго Діас Еррера                 |
| 2006      | с  | Одружені, мають дітей         | Casados con hijos                  | новий сусід                          |
| 2006      | ф  | Історія однієї втечі          | Crónica de una fuga                | Угіто                                |
| 2007      | с  | Оповідання Фонтанаросси       | Los cuentos de Fontanarossa        | Андреас                              |
| 2007      | с  | Ремонт                        | Reparaciones                       | Октавіо                              |
| 2008      | с  | Компаньйонки                  | Socias                             | Фредді                               |
| 2009      | ф  | Вдови по четвергах            | Las viudas de los jueves           | Тано                                 |
| 2009      | ф  | Початок питання               | Cuestion de principios             | Сільва                               |
| 2009      | мф | Бугай                         | Boogie, el aceitoso                | Бугай (голос)                        |
| 2010      | ф  | Бельграно                     | Belgrano                           | Хосе де Сан-Мартін                   |
| 2011      | с  | Обраний                       | El elegido                         | Андреа Більбао                       |
| 2014      | с  | Вдови та сини рок-н-роллу     | Viudas e hijos del rock and roll   | камео                                |
| 2016      | с  | Левиця                        | La Leona                           | Франко Урібе / Дієго Міллер Ліберман |
| 2016      | ф  | В кінці тунелю                | Al final de túnel                  | Хаві Галарето                        |
| 2016      | ф  | Зустріч у Гуаякілі            | El encuentro de Guayaquil          | Хосе де Сан-Мартін                   |
| 2018      | с  | Еда                           | Edha                               | Лусіано Хуарегі                      |
| 2018      | ф  | Стіна                         | Muralla                            | Ніколас                              |
| 2019      | ф  | Щаслива пора                  | Happy Hour                         | Орасіо                               |
| 2019      | ф  | Я не твоя мама                | No soy tu mami                     | Рафаель                              |
| 2019      | с  | Спіймати злодія               | Atrapa a un ladron                 | Хуан Роблес                          |

## Нагороди
Мартін Ф'єрро
- 2000 — Найкращий актор у серіалі (Вічні пошуки)
- 2006 — Найкращий актор у серіалі (Монте-Крісто. Любов та помста)
- 2011 — Найкращий актор у серіалі (Обраний)

Кінофестиваль у Гуаякілі
- 2016 — Премія Золота Ігуана найкращому актору (Зустріч у Гуаякілі)